# 2 mamy, 2 ojców
2 mamy, 2 ojców (tytuł oryginalny Imam dvije mame i dva tate / Имам двије маме и два тате) – jugosłowiański dramat filmowy z 1968 roku w reżyserii Krešo Golika. Adaptacja powieści Mirjam Tušek pod tym samym tytułem.

## Obsada
- Mia Oremović jako pierwsza mama
- Relja Bašić jako pierwszy tata
- Vera Čukić jako druga mama
- Fabijan Šovagović jako drugi tata
- Igor Galo jako Zoran
- Davor Radolfi jako Đuro
- Tomislav Žganec jako Draško
- Zlatko Kauzlarić Atač jako motocyklista